# Vizet az elefántnak (film)
A Vizet az elefántnak (eredeti cím: Water for Elephants)  2011-ben bemutatott filmdráma. Rendező Francis Lawrence, főszereplők Reese Witherspoon, Robert Pattinson és Christoph Waltz.

## Rövid történet
Az 1930-as években egy volt állatorvostan-hallgató munkát vállal egy vándorcirkuszban, és beleszeret a cirkuszigazgató feleségébe.

## Cselekmény
|  | Alább a cselekmény részletei következnek! |

USA, jelenkor.
A Vargas cirkusz közelében éjszaka az esőben egy ősz hajú férfi megkísérli a bejutást a cirkusz zárt területére, bár felvilágosítják, hogy az utolsó előadás délután volt.
A férfi Jacob Jankowski (Hal Holbrook), aki, miután beengedik egy cirkuszkocsiba, mert azt gondolják róla, hogy egy közeli öregek otthonából szökött meg, elmondja, hogy ő maga is cirkuszban dolgozott, a Benzini cirkuszban, és megemlíti, hogy jelen volt az 1931-es katasztrófa idején, amikor a cirkusz állatai kiszabadultak, és a nézők közé ugrottak. Az egyik munkást érdekli az eset, mivel olvasott róla. Jacob elmondja a saját történetét. (a film innentől a múltbeli eseményeket mutatja)
1931, USA, New York, a szesztilalom ideje.
A 23 éves első generációs amerikai, Jacob (Robert Pattinson) a  Cornell Állatorvosi Egyetemen az utolsó vizsgájára indul. Szülei lengyel bevándorlók. Jacob magabiztosan nekilát az írásbelinek. A sikeres vizsga után könnyű lesz elhelyezkednie a magas munkanélküliség ellenére. A vizsga közben azonban egy rendőr érkezik, és arról értesíti, hogy szülei egy autóbalesetben meghaltak. Jacob azonosítja a holttesteket. Apja nagy adósságot hagyott maga után, ezért a bank lefoglalja a házukat, Jacobnak távoznia kell. Úgy érzi, nincs értelme visszamennie vizsgázni, ezért felugrik egy vonatra, ahonnan majdnem lehajítja valaki, de egy Camel nevű illető megvédi és azt mondja neki, hogy munkát fog neki szerezni (Camelről kiderül, hogy szintén lengyel). Másnap kiderül, hogy Jacob a Benzini cirkusz vonatjára ugrott fel. Miközben az emberek kipakolják a vonatot, Jacob felfigyel egy fehér ruhás szőke nőre, aki a lovaival gyakorlatozik (Reese Witherspoon). Jacob trágyát lapátol egész nap, majd este a cirkusz tulajdonosához, Augusthoz (Christoph Waltz) vezetik, aki eleinte ki akarja dobatni a vonatból, majd amikor Jacob megmondja neki, hogy a Cornellre járt, August felfogadja az állatok mellé.
Jacob megvizsgálja a vezető lovat, Silvert és patairha-gyulladást (=laminitisz) állapít meg nála, amit nem lehet gyógyítani, ezért azt javasolja, hogy lőjék le a lovat, mert a betegség nagy fájdalommal jár. A tulajdonos azonban anyagi okokra hivatkozva elutasítja ezt, és arra mondja Jacobnak, hogy készítse fel a lovat a következő előadásra. A ló azonban már csak feküdni tud. Marlene, a szőke nő mellette van, és vigasztalja. Jacob egy pisztolyt szerez, és lelövi a lovat. Amikor August értesül erről, igen dühös lesz és arra utasítja embereit, hogy dobják ki Jacobot a mozgó vonatból (erre büntetésképpen vagy a fizetés megspórolása miatt is többször sor kerül a történet során). Azonban mégsem dobják ki Jacobot, mert jelzi, hogy megértette: itt August szava dönt mindenben. Jacobot a törpe Walter (Mark Povinelli) kabinjában helyezik el, akinek van egy kutyája.
Mivel a gazdasági válság miatt a cirkuszok sorra mennek tönkre (a Benzini is borotvaélen egyensúlyoz), August megemlíti, hogy valami új produkcióra van szükség a cirkusz fennmaradásához, és amikor az egyik cirkusz olcsón kiárusítja az állatait, August egy 53 éves elefántot, Rosie-t veszi meg, bár annak korábbi trénere figyelmezteti, hogy az állat nagyon buta. Az állat trénere Jacob lesz, bár ő bevallja Augustnak és Marlenának (aki August felesége), amikor meghívják a kocsijukba egy kis ünnepségre (amit az új attrakció miatt rendeznek), hogy bár valóban a Cornellre járt, de nem végezte el, és nincs diplomája. August nem veszi tragikusan a hírt, mivel nincs más ember, akit erre a feladatra alkalmazni tudna. Mivel August elég sokat ivott, ezért lefekszik, Marlena és Jacob még táncol egy kicsit a gramofon hangjára.
August egy hegyes végű kampót ad Jacob kezébe, hogy azzal ösztökélje az állatot. Jacobnak nem tetszik a dolog, és csak gyengéden bökdösi az elefántot, ami ezekre nem reagál. August sokkal durvább szurkálásaira végre megindul. Jacob egy alkalommal észreveszi, hogy az elefánt lába hiába van egy lánccal egy földbe szúrt vasrúdhoz rögzítve, az elefánt az ormányával könnyedén kihúzza a rudat, és iszik a limonádét tartalmazó hordóból, majd visszamegy a helyére és a rudat visszatolja a földbe... Jacob más szemmel néz Rosie-ra ezek után.
August előadás közben sem kíméli az elefánt oldalát, mire az hirtelen két hátsó lábára áll, miközben Marlena majdnem leesik a nyakából és a nézők rémülten hátrébb húzódnak. Az elefánt trombitálva kimenekül az arénából. Marlena a kijáratnál elkapja a feje fölött lévő rudat, és néhány forgást végez, vagyis úgy tesz, mintha minden a produkció része lett volna. Azonban Marlena jobb sarka és csuklója kissé megsérült. Az elefánt egészen a közeli városig menekül, ahol egy zöldségesnél eszegetni kezdi a káposztát. Jacob Camel segítségével visszatereli az állatot a cirkuszba, aki egy vödörbe a mindig nála lévő pálinkából tölt az elefántnak. August elveszi Jacobtól a kampót és brutálisan véresre veri az állatot. Jacob nem akarja hagyni, de August emberei lefogják. Jacob dühös lesz a szadista bánásmód miatt és a kampót felkapva August kocsijába megy, Augustot azonban lelkileg összeomolva találja, mert Marlena nem beszél vele az eset óta, és az elefánt jelenti a pénzügyi kilábalást az egész cirkusz számára. August odaadja a kocsijában lévő pálinkásüvegeket Rosie sebeinek kezelésére. A kezelést az állat leitatásával kezdi Camel és Jacob. Amikor Jacob a másik rongyot kéri Cameltól (aki szintén iszogat az üvegből), lengyelül szól hozzá, mert a férfi nem érti mit kell csinálnia (a rongy a lába alatt van). Ekkor váratlan dolog történik: az elefánt felemeli a lábát. Rájönnek, hogy az elefánt megérti a lengyel nyelvű utasításokat, ezért Jacob még aznap este fonetikusan leír pár mondatot Augustnak, akinek nagyon tetszik, hogy Rosie végrehajtja az utasításait.
A cirkuszba tömegek látogatnak el az immár kezes elefánt produkcióit látni. August, Marlena és Jacob egy zenés szórakozóhelyre mennek, ahol alkoholt is felszolgálnak (ami a törvény szerint tilos). Amikor rendőrök érkeznek, és razziát tartanak, a tömeg szétszalad. Jacob és Marlena együtt menekülnek, majd egy nyugodtabb helyen megcsókolják egymást. A cirkuszba Marlena kérésére külön mennek vissza.
Camel lebetegszik a rossz minőségű pálinka folyamatos ivásától, és képtelen dolgozni. Jacob tisztában van vele, hogy August kihajíttatná Camelt a vonatból, ha megtudja, hogy nem veszi hasznát, ezért Jacob és Walter elbújtatják Camelt, akinek elmondása szerint van egy fia, aki Reddingben (Kalifornia), abban a városban lakik, ahova három hét múlva fognak megérkezni.
August időközben gyanítani kezdi, hogy Marlena és Jacob között kialakult valami, ezért egy pihenő során féltékenységében előbb eljátszatja velük, hogy mit csinálhattak együtt, majd sértegetni kezdi Marlenát, aki erre pofon vágja, amit a férfi nagyobb erővel visszaad. Jacob erre ráveti magát Augustra. Amikor August fejbe akarja vágni a lefogott Jacobot egy pezsgősüveggel, az emberei megfogják a kezét és a „bugrisok”-ra figyelmeztetik. A cirkuszosok ugyanis közben a verekedést látva közelebb jöttek (August nyíltan nem ölheti meg Jacobot, akit kedvelnek a „bugrisok”).  Jacob és Walter kamrájába Marlena érkezik, és figyelmezteti, hogy August ki akarja dobatni a vonatból, amint a vonat elindul. Jacobnak azonnal el kell tűnnie, ő azonban nem akarja ott hagyni Marlenát, és rábeszéli, hogy ugorjon ő is, mert jobb életet érdemel.
Jacob és Marlena majdnem egy vasúti kereszteződésnél ugranak ki a vonatból és egy hotelba mennek, ahol szeretkeznek. Marlena még éjszaka felébred, és azonnal tovább akar menni, de Jacob azt mondja neki, hogy reggel az első busszal tovább tudnak utazni Ithacába. Jacob azt tervezi, hogy visszamegy az egyetemre és leteszi a vizsgáját, és együtt fognak dolgozni a Ringling Brothers cirkuszban, ő mint állatorvos, Marlena pedig mint artista. Ekkor azonban megtalálják őket August emberei. Jacobot leütik, Marlenát erőszakkal visszaviszik.
Másnap reggel Jacob véresre verve ébred. Gyalog indul a vonat után. Este utoléri az álló vonatot az esőben, mert fák dőltek a sínekre, amiket el kell távolítaniuk. Amikor a vonat elindul, Jacob is felszáll. Camelnek és Walternek hűlt helye, csak Walter kutyája van a helyén. Dühében meg akarja ölni Augustot, ezért felveszi Walter kését a padlóról. August azonban Marlene karjaiban alszik, aki felébred Jacob közeledésére. Jacob nem tudja megölni Augustot, visszamegy Walter kamrájába. Másnap reggel Marlena elmondja neki, hogy amikor ők elmentek, August őrjöngött, és több embert kidobált a vonatból. Voltak, akik megúszták élve, de Camel és Walter sziklákra estek és meghaltak. A két ember, akiket kidobáltak, de élve maradtak, bosszút akar állni Auguston. Jacob azt mondja Marlenának, hogy a közeli városban fogja várni, menjen utána az első előadás után, akkor nem fogják egy darabig keresni. Marlena beleegyezik.
Az előadás a szokásos módon megkezdődik az artisták bevonulásával. Jacob a hóna alá veszi Walter kutyáját és elindul, de alig távolodik el a cirkuszsátortól, amikor vadállatok üvöltését és nézők sikoltozását hallja, ezért visszafordul. A vadállatok sátrában a két kidobott ember kinyitotta az összes ketrecet, az állatok kiszabadultak, és némelyik az előadás sátrában emberekre támad. Pánik tör ki. Jacob észreveszi Marlenát és igyekszik közelebb férkőzni hozzá, de a tömeg éppen ellenkező irányba rohan. Velük érkezik a dühöngő August, aki a kampóval Jacobra támad, majd ökölharc alakul ki köztük. A verekedésbe Marlena is beavatkozik, és Augustot oldalba vágja a kampóval. Marlena az elefánthoz menekül, ahol August elkapja a lábát, a nőt leszorítja a földre, és a kampóval fojtogatni kezdi. Jacobot közben többször leüti August embere, ahogy korábban is tette, ezért nem tud segíteni a nőnek, akinek közben már elakad a lélegzete. Ekkor Rosie kihúzza a láncát rögzítő vasrudat és fejbe csapja vele Augustot, aki azonnal meghal. Marlena és Jacob elvonulnak. A hivatalos vizsgálat nem állapította meg senki bűnösségét az állatok kiengedésében, Augustot „az állatok halálra tiporták”. Más ember nem halt meg. August verőembere eltűnt.
A Benzini cirkusz Pennsylvania állam tulajdonaként megszűnt. Mivel azonban Jacob nem akarta, hogy Rosie-nak esetleg megint brutális tulajdonosa legyen, magukkal vitték.
Az idős Jacob meséli tovább a történetet. Az első hét évben cirkuszban dolgoztak, közben gyermekeik születtek (összesen öt). A harmadik gyerek után Jacob egy állatkert állatorvosa lett. Jacob felajánlja a Vargas cirkusz tulajdonosának, hogy ő fogja eladni a jegyeket a mostani piercinges fiatalember helyett. Amikor az megjegyzi, hogy ő lesz a legidősebb cirkuszi szökevény, Jacob nevetve válaszol: „Én nem szököm meg. Én hazajöttem.”
(Ezután néhány fekete-fehér, amatőr filmfelvételen a fiatalok és csetlő-botló gyermekeik láthatók).
|  | Itt a vége a cselekmény részletezésének! |

## Szereposztás
Zárójelben a magyar szinkronhang.
- Reese Witherspoon – Marlena Rosenbluth (Balsai Móni)
- Robert Pattinson – a fiatal Jacob Jankowski (Szatory Dávid)
- Christoph Waltz – August Rosenbluth (Kőszegi Ákos)
- Tai – Rosie, az elefánt
- James Frain – Rosie gondozója
- Hal Holbrook – az idős Jacob Jankowski (Versényi László)
- Paul Schneider – Charlie O'Brien, a Vargas cirkusz tulajdonosa
- Ken Foree – Earl
- Tim Guinee – Diamond Joe
- Mark Povinelli – Kinko/Walter
- Scott MacDonald – Blackie
- Jim Norton – Camel (Harsányi Gábor)
- Richard Brake – Grady

## Megjelenése
Az Egyesült Államokban és Kanadában 2011. április 22-én mutatták be a mozik.

### Házimozi
A film 2011. november 1-jén megjelenik Blu-ray és DVD hordozókon.

## Bevételek
A film a mozikban 2011. április 22-én jelent meg. A bemutató napján 6 924 487 dollár bevétele volt. A bemutató hetén összesen 16 842 353 dollár bevétele volt, ez azon a héten a 3. helyet jelentette.
Összbevétele az Egyesült Államokban 58 709 717 dollár, a világ egyéb részein 117 094 902 dollár.

## Fogadtatás
A Vizet az elefántnak vegyes fogadtatásban részesült a kritikusok részéről. A filmkritikusok véleményét összegző Rotten Tomatoes 61%-ra értékelte 176 vélemény alapján.
A hasonló működésű Metacritic 52%-ot adott rá.
Roger Ebert, a Chicago Sun-Times filmkritikusa 3 csillagot adott a lehetséges 4-ből, és megjegyzi: „Jó családi mozi, és jó időtöltés, mielőtt a nyári nagy filmslágerek évszaka megkezdődik.”
Todd McCarthy, a The Hollywood Reporter kritikusa így értékeli: „A Reese Witherspoon-Robert Pattinson páros meg fog felelni a Sara Gruen könyv rajongóinak, de hiányzik belőle az a szikra, amitől igazi dráma lehetne.”
Kenneth Turan, a Los Angeles Times kritikusa szerint „a sztárokból hiányzó romantikus vonzódás ellenére lehet élvezni ezt a filmet, ami  Sara Gruen könyvsikerének feldolgozása.”

## Díjak, jelölések
| díjazó neve             | kategória              | alany             | eredmény |
| ----------------------- | ---------------------- | ----------------- | -------- |
| NewNowNext Awards       | feltétlenül látni kell |                   | Jelölve  |
| 2011 Teen Choice Awards | dráma                  |                   | Jelölve  |
| 2011 Teen Choice Awards | színész – dráma        | Robert Pattinson  | Elnyerte |
| 2011 Teen Choice Awards | színésznő – dráma      | Reese Witherspoon | Jelölve  |

## A film készítése
A film forgatása 2010. május 20-án kezdődött Los Angeles-ben, és augusztus 4-én ért véget. Néhány jelenet újraforgatására tervezetten 2011 januárjában került sor.

## Forgatási helyszínek
Külső helyszínek
Los Angeles, Piru (Kalifornia), Fillmore (Kalifornia); Chattanooga (Tennessee állam); Kensington (Georgia) és Chickamauga (Georgia) (Georgia állam).
Stúdiófelvételek
20th Century Fox Studios – 10201 Pico Blvd., Century City, Los Angeles, Kalifornia, USA.

## Érdekesség
- A film producereinek állítása szerint a filmezés során az állatok nem szenvedtek sérülést vagy bántalmazást. Ezt az American Humane Association nevű szervezet szokta tanúsítani, akiknek emberei a hasonló filmek forgatásán megfigyelőként részt vesznek. A pozitív jelzést a “No Animals Were Harmed” felirat jelzi, ami általában a stáblista végén látható.

Ennek ellenére, még a bemutató előtt vita alakult ki arról, hogy az állatok kezelése megfelelő volt-e, főleg a főszereplő elefánté.
A Facebook közösségi oldalon a fenti hírek megjelenése után bojkottot kezdeményeztek a film ellen, de ez nem akadályozta meg azt, hogy a film sikert arasson a mozipénztáraknál.
- Rosie súlya a filmben négy tonna.
- A történet szerint Jacob a jelenben 93 vagy 95 éves (max. 80-nak néz ki).

## Fordítás
Ez a szócikk részben vagy egészben  a   Water for Elephants (film) című angol Wikipédia-szócikk fordításán alapul.  Az eredeti cikk szerkesztőit annak laptörténete sorolja fel. Ez a jelzés csupán a megfogalmazás eredetét és a szerzői jogokat jelzi, nem szolgál a cikkben szereplő információk forrásmegjelöléseként.